# La Scarzuola

La Scarzuola, Hauptgebäude der Idealstadt

La Scarzuola ist ein Gebäudekomplex in Montegiove (Ortsteil von Montegabbione), der durch Um- und Ausbau eines mittelalterlichen Franziskanerklosters Convento de la Scarzuola entstanden ist.

## Geschichte
La Scarzuola ist das Werk des Mailänder Architekten Tomaso Buzzi (1900–1981), der damit eine verkleinerte Idealstadt im Sinne der Renaissance  schaffen wollte. Der Bau wird von Buzzis Neffen Marco Solari fortgesetzt.
Buzzi, ein hochgebildeter, viel beschäftigter und wohlhabender Architekt des italienischen Adels und der Großbourgeoisie geriet in fortgeschrittenem Alter immer mehr in Distanz zum Mainstream der Architekturentwicklung und widmete sich seinen historisch-bibliophilen und esoterischen Neigungen. Er erwarb das 1218 gegründete Franziskanerkloster nach langer Suche 1956, restaurierte Kirche und Kloster und brachte in diesem Bereich sein Archiv, seine Bibliothek und Kunstsammlung unter.
Die danach von ihm errichtete angrenzende Idealstadt aus Tuffstein besteht aus sieben ineinander verschachtelten Gebäuden und orientiert sich an Francesco Colonnas Hypnerotomachia Poliphili aus dem Jahre 1499, einem rätselhaften Roman, der unter anderem schon den Boboli-Garten in Florenz und den „Parco dei Mostri“ – der Park der Monster – in Bomarzo inspirierte.
Es gibt sieben Theater, gewidmet unter anderem den Bienen, dem Wasser, dem menschlichen Körper, Apoll, Diana und der Einsamkeit. Gekrönt wird das labyrinthische Bauwerk, eine „Folly“ im Sinn der Gartenkunst und ein Stück esoterischer Außenseiter-Architektur von einer Akropolis im Kleinformat.
Marco Solari baut weiter an der Cittá Ideale, nach Skizzen von Tomaso Buzzi. Das Gebäude ist nach Voranmeldung zu besichtigen.